# Dystrofia myotonika
Dystrofia myotonika (DM) är en ärftlig myoton sjukdom som framför allt påverkar muskulaturen, men också många andra av kroppens organ. Sjukdomen medför ofta varierande grad av muskelsvaghet, muskelstelhet och grå starr. Namnet är sammansatt av dystrofi, som betyder förtvining och myotoni som betyder muskelstelhet. 
Sjukdomen beskrevs 1905 av den tyske läkaren Hans Curschmann och 1909 av den brittiske läkaren Frederick Eustace Batten i samarbete med den tyske läkaren Hans Gustav Wilhelm Steinert. Det förekommer därför att sjukdomen kallas Curschmann-Batten-Steinerts syndrom eller Curschmann-Steinerts syndrom.

## Symtom
Det vanligast symtomen är talsvårigheter, sväljsvårigheter, mag- och tarmproblem, svaghet i muskler, dagtrötthet, grå starr, skallighet, underbegåvning, sterilitet och i vissa fall beteendeförändringar, som till exempel autism eller ADHD. En person som har dystrofia myotonika lever oftast lika länge som andra. De som dör i förtid gör det i regel av hjärtproblem eller sjukdomar som är relaterade till övervikt (en person med DM blir lätt överviktig då den kan ha svårigheter att motionera). En person som har sjukdomen bör göra en EKG minst en gång om året.

## Typ 1 och typ 2
Dystrofia myotonika förekommer i olika former, där typ 1 (DM1) är den vanligaste formen av muskeldystrofi hos vuxna.
Den mindre vanliga typ 2 (DM2) har en något avvikande utbredning av muskelsymtomen, och kallas också proximal myoton myopati (PROMM) där proximal betyder nära bålen. Om en kvinna lider av typ 1 kan hennes barn ibland få en svår medfödd form, som kallas kongenital dystrofia myotonika, där kongenital betyder medfödd.

## Förekomst
Dystrofia myotonika typ 1 förekommer internationellt hos ungefär 12 personer per 100 000 invånare. I vissa områden, bland annat delar av Norrbotten, är sjukdomen dock betydligt vanligare än genomsnittet. Dystrofia myotonika typ 2 är mindre vanlig än typ 1, och är vanligare i norra Europa än genomsnittet i världen.

## Genetik
Dystrofia myotonika är en ärftlig sjukdom, och både typ 1 och 2 ärvs genom autosomal dominant nedärvning. Detta betyder att alla som bär på genen också utvecklar sjukdomen, och det räcker därför att få en gen för sjukdomen från den ena föräldern för att få sjukdomen. Om enbart den ena föräldern har sjukdomen (och själv bär på en gen för sjukdomen) blir risken för barn (oavsett kön) att ärva sjukdomen 50 procent. De övriga 50 procent av barnen som inte får sjukdomen bär inte på genen, och för inte sjukdomen vidare.
Dystrofia myotonika visar upp fenomenet antecipation, vilket innebär att symtomen tenderar att försvåras per generation.

### Typ 1
Dystrofia myotonika typ 1 orsakas av en mutation i kromosom 19, i en gen som kallas DMPK (dystrofia myotonika typ 1 proteinkinas). En specifik DNA-sekvens (CTG) i denna gen förekommer normalt upprepad 5-34 gånger. Vid dystrofia myotonika typ 1 finns fler kopior av CTG-sekvensen än normalt, och ett större antal upprepningar medför svårare symtom. Det ökade antalet av sekvensen innebär att området i genen blir instabilt, vilket innebär att antalet kopior kan byggas på när genen nedärvs, vid bildning av könscellen. Detta kan orsaka att barn får sjukdomen i svårare form än sin förälder, och förklarar fenomenet antecipation.
Personer med 35-50 kopior av CTG-sekvensen bär på en så kallad premutation och upplever själva inga symtom på sjukdomen. Däremot riskerar deras barn att ärva ett större antal kopior än sin förälder och får då symtom.
Vid 50-100 kopior av CTG-sekvensen förekommer oftast lindriga symtom med sen debut. Detta innebär ofta enbart grå starr, mycket lätt muskelsvaghet och ibland diabetes.
Vid 100-200 kopior av CTG-sekvensen debuterar sjukdomen tidigare och fler symtom förekommer, till exempel muskelsvaghet och stelhet.
Vid fler än 200 kopior förekommer fler symtom av större svårighetsgrad. Vid den svåraste kongenitala typen, då symtom förekommer redan vid födseln, finns över 800 kopior av CTG-sekvensen.
Den genetiska orsaken till DM typ 1 beskrevs 1992 av tre oberoende forskargrupper.

### Typ 2
Dystrofia myotonika typ 2 orsakas av en mutation i kromosom 3, i en gen som kallas CNBP (cellular nucleic acid-binding protein). I likhet med typ 1 förekommer ett onormalt stort antal upprepningar av en specifik DNA-sekvens, i detta fall CCTG, som normalt förekommer upprepad högst 75 gånger. Vid dystrofia myotonika typ 2 finns från 75 till 11 000 kopior av CCTG-sekvensen.
Den genetiska orsaken till DM typ 2 beskrevs 1998.
Det finns fortfarande en liten andel av personer som uppvisar symtom på dystrofia myotonika där man fortfarande inte känner till den genetiska orsaken.

## Behandling
Det finns inte mycket behandling för en person med dystrofia myotonika. Mot dagtröttheten finns medicin, och grå starr kan opereras, men utöver det går symtomen inte att behandla. Hos en del drabbade kan musklerna låsa sig några sekunder efter ansträngning. Det finns medicin emot detta men biverkningarna är värre än symtomen.